# ناحیه اوچ‌قدوق
ناحیهٔ اوچ‌قدوق (به ازبکی: Uchquduq District) یک منطقهٔ مسکونی در ازبکستان است که در ولایت نوایی واقع شده‌است. ناحیه اوچ‌قدوق ۳۸٬۸۰۰ نفر جمعیت دارد.